# 써클 노래방 차트
가온 노래방 차트는 가온 차트의 일부로 차트 순위는 노래방 이용량을 집계해 1주일 간격으로 기록이 갱신된다.

## 차트 기록

### 2011년
| 날짜   | 곡명                  | 아티스트             | 비고      |
| ------ | --------------------- | -------------------- | --------- |
| 1주차  | 좋은 날               | 아이유               | 16주 연속 |
| 2주차  | 좋은 날               | 아이유               | 16주 연속 |
| 3주차  | 좋은 날               | 아이유               | 16주 연속 |
| 4주차  | 좋은 날               | 아이유               | 16주 연속 |
| 5주차  | 좋은 날               | 아이유               | 16주 연속 |
| 6주차  | 좋은 날               | 아이유               | 16주 연속 |
| 7주차  | 좋은 날               | 아이유               | 16주 연속 |
| 8주차  | 좋은 날               | 아이유               | 16주 연속 |
| 9주차  | 좋은 날               | 아이유               | 16주 연속 |
| 10주차 | 좋은 날               | 아이유               | 16주 연속 |
| 11주차 | 좋은 날               | 아이유               | 16주 연속 |
| 12주차 | 좋은 날               | 아이유               | 16주 연속 |
| 13주차 | 좋은 날               | 아이유               | 16주 연속 |
| 14주차 | 좋은 날               | 아이유               | 16주 연속 |
| 15주차 | 좋은 날               | 아이유               | 16주 연속 |
| 16주차 | 좋은 날               | 아이유               | 16주 연속 |
| 17주차 | 제발                  | 김범수               | 3주 연속  |
| 18주차 | 제발                  | 김범수               | 3주 연속  |
| 19주차 | 제발                  | 김범수               | 3주 연속  |
| 20주차 | 너를 위해             | 임재범               | 10주 연속 |
| 21주차 | 너를 위해             | 임재범               | 10주 연속 |
| 22주차 | 너를 위해             | 임재범               | 10주 연속 |
| 23주차 | 너를 위해             | 임재범               | 10주 연속 |
| 24주차 | 너를 위해             | 임재범               | 10주 연속 |
| 25주차 | 너를 위해             | 임재범               | 10주 연속 |
| 26주차 | 너를 위해             | 임재범               | 10주 연속 |
| 27주차 | 너를 위해             | 임재범               | 10주 연속 |
| 28주차 | 너를 위해             | 임재범               | 10주 연속 |
| 29주차 | 너를 위해             | 임재범               | 10주 연속 |
| 30주차 | 바람났어 (Feat. 박봄) | GG (박명수,G-DRAGON) | 7주 연속  |
| 31주차 | 바람났어 (Feat. 박봄) | GG (박명수,G-DRAGON) | 7주 연속  |
| 32주차 | 바람났어 (Feat. 박봄) | GG (박명수,G-DRAGON) | 7주 연속  |
| 33주차 | 바람났어 (Feat. 박봄) | GG (박명수,G-DRAGON) | 7주 연속  |
| 34주차 | 바람났어 (Feat. 박봄) | GG (박명수,G-DRAGON) | 7주 연속  |
| 35주차 | 바람났어 (Feat. 박봄) | GG (박명수,G-DRAGON) | 7주 연속  |
| 36주차 | 바람났어 (Feat. 박봄) | GG (박명수,G-DRAGON) | 7주 연속  |
| 37주차 | 술이야                | 바이브               | 3주 연속  |
| 38주차 | 술이야                | 바이브               | 3주 연속  |
| 39주차 | 술이야                | 바이브               | 3주 연속  |
| 40주차 | 안녕이라고 말하지마   | 다비치               | 3주 연속  |
| 41주차 | 안녕이라고 말하지마   | 다비치               | 3주 연속  |
| 42주차 | 안녕이라고 말하지마   | 다비치               | 3주 연속  |
| 43주차 | Hello                 | 허각                 | 7주 연속  |
| 44주차 | Hello                 | 허각                 | 7주 연속  |
| 45주차 | Hello                 | 허각                 | 7주 연속  |
| 46주차 | Hello                 | 허각                 | 7주 연속  |
| 47주차 | Hello                 | 허각                 | 7주 연속  |
| 48주차 | Hello                 | 허각                 | 7주 연속  |
| 49주차 | Hello                 | 허각                 | 7주 연속  |
| 50주차 | 서쪽 하늘             | 울랄라세션           | 3주 연속  |
| 51주차 | 서쪽 하늘             | 울랄라세션           | 3주 연속  |
| 52주차 | 서쪽 하늘             | 울랄라세션           | 3주 연속  |
| 53주차 | 너랑 나               | 아이유               | 10주 연속 |

### 2012년
| 날짜   | 곡명        | 아티스트       | 비고      |
| ------ | ----------- | -------------- | --------- |
| 1주차  | 너랑 나     | 아이유         | 10주 연속 |
| 2주차  | 너랑 나     | 아이유         | 10주 연속 |
| 3주차  | 너랑 나     | 아이유         | 10주 연속 |
| 4주차  | 너랑 나     | 아이유         | 10주 연속 |
| 5주차  | 너랑 나     | 아이유         | 10주 연속 |
| 6주차  | 너랑 나     | 아이유         | 10주 연속 |
| 7주차  | 너랑 나     | 아이유         | 10주 연속 |
| 8주차  | 너랑 나     | 아이유         | 10주 연속 |
| 9주차  | 너랑 나     | 아이유         | 10주 연속 |
| 10주차 | 지독하게    | FT아일랜드     | 4주 연속  |
| 11주차 | 지독하게    | FT아일랜드     | 4주 연속  |
| 12주차 | 지독하게    | FT아일랜드     | 4주 연속  |
| 13주차 | 지독하게    | FT아일랜드     | 4주 연속  |
| 14주차 | Heaven      | 에일리         | 3주 연속  |
| 15주차 | Heaven      | 에일리         | 3주 연속  |
| 16주차 | Heaven      | 에일리         | 3주 연속  |
| 17주차 | 벚꽃 엔딩   | 버스커 버스커  | 11주 연속 |
| 18주차 | 벚꽃 엔딩   | 버스커 버스커  | 11주 연속 |
| 19주차 | 벚꽃 엔딩   | 버스커 버스커  | 11주 연속 |
| 20주차 | 벚꽃 엔딩   | 버스커 버스커  | 11주 연속 |
| 21주차 | 벚꽃 엔딩   | 버스커 버스커  | 11주 연속 |
| 22주차 | 벚꽃 엔딩   | 버스커 버스커  | 11주 연속 |
| 23주차 | 벚꽃 엔딩   | 버스커 버스커  | 11주 연속 |
| 24주차 | 벚꽃 엔딩   | 버스커 버스커  | 11주 연속 |
| 25주차 | 벚꽃 엔딩   | 버스커 버스커  | 11주 연속 |
| 26주차 | 벚꽃 엔딩   | 버스커 버스커  | 11주 연속 |
| 27주차 | 벚꽃 엔딩   | 버스커 버스커  | 11주 연속 |
| 28주차 | 아름다운 밤 | 울랄라세션     | 3주 연속  |
| 29주차 | 아름다운 밤 | 울랄라세션     | 3주 연속  |
| 30주차 | 아름다운 밤 | 울랄라세션     | 3주 연속  |
| 31주차 | 강남스타일  | 싸이           | 12주 연속 |
| 32주차 | 강남스타일  | 싸이           | 12주 연속 |
| 33주차 | 강남스타일  | 싸이           | 12주 연속 |
| 34주차 | 강남스타일  | 싸이           | 12주 연속 |
| 35주차 | 강남스타일  | 싸이           | 12주 연속 |
| 36주차 | 강남스타일  | 싸이           | 12주 연속 |
| 37주차 | 강남스타일  | 싸이           | 12주 연속 |
| 38주차 | 강남스타일  | 싸이           | 12주 연속 |
| 39주차 | 강남스타일  | 싸이           | 12주 연속 |
| 40주차 | 강남스타일  | 싸이           | 12주 연속 |
| 41주차 | 강남스타일  | 싸이           | 12주 연속 |
| 42주차 | 강남스타일  | 싸이           | 12주 연속 |
| 43주차 | 먼지가 되어 | 김광석         |           |
| 44주차 | 말리꽃      | 이승철         |           |
| 45주차 | 먼지가 되어 | 로이킴, 정준영 | 18주 연속 |
| 46주차 | 먼지가 되어 | 로이킴, 정준영 | 18주 연속 |
| 47주차 | 먼지가 되어 | 로이킴, 정준영 | 18주 연속 |
| 48주차 | 먼지가 되어 | 로이킴, 정준영 | 18주 연속 |
| 49주차 | 먼지가 되어 | 로이킴, 정준영 | 18주 연속 |
| 50주차 | 먼지가 되어 | 로이킴, 정준영 | 18주 연속 |
| 51주차 | 먼지가 되어 | 로이킴, 정준영 | 18주 연속 |
| 52주차 | 먼지가 되어 | 로이킴, 정준영 | 18주 연속 |

### 2013년
| 날짜   | 곡                    | 아티스트       | 비고               |
| ------ | --------------------- | -------------- | ------------------ |
| 1주차  | 먼지가 되어           | 로이킴, 정준영 | 18주 연속          |
| 2주차  | 먼지가 되어           | 로이킴, 정준영 | 18주 연속          |
| 3주차  | 먼지가 되어           | 로이킴, 정준영 | 18주 연속          |
| 4주차  | 먼지가 되어           | 로이킴, 정준영 | 18주 연속          |
| 5주차  | 먼지가 되어           | 로이킴, 정준영 | 18주 연속          |
| 6주차  | 먼지가 되어           | 로이킴, 정준영 | 18주 연속          |
| 7주차  | 먼지가 되어           | 로이킴, 정준영 | 18주 연속          |
| 8주차  | 먼지가 되어           | 로이킴, 정준영 | 18주 연속          |
| 9주차  | 먼지가 되어           | 로이킴, 정준영 | 18주 연속          |
| 10주차 | 먼지가 되어           | 로이킴, 정준영 | 18주 연속          |
| 11주차 | 모노드라마            | 허각, 유승우   | 3주 연속           |
| 12주차 | 모노드라마            | 허각, 유승우   | 3주 연속           |
| 13주차 | 모노드라마            | 허각, 유승우   | 3주 연속           |
| 14주차 | 벚꽃 엔딩             | 버스커 버스커  | 5주 연속,통산 16주 |
| 15주차 | 벚꽃 엔딩             | 버스커 버스커  | 5주 연속,통산 16주 |
| 16주차 | 벚꽃 엔딩             | 버스커 버스커  | 5주 연속,통산 16주 |
| 17주차 | 벚꽃 엔딩             | 버스커 버스커  | 5주 연속,통산 16주 |
| 18주차 | 벚꽃 엔딩             | 버스커 버스커  | 5주 연속,통산 16주 |
| 19주차 | 거북이                | 다비치         |                    |
| 20주차 | 봄봄봄                | 로이킴         | 6주 연속           |
| 21주차 | 봄봄봄                | 로이킴         | 6주 연속           |
| 22주차 | 봄봄봄                | 로이킴         | 6주 연속           |
| 23주차 | 봄봄봄                | 로이킴         | 6주 연속           |
| 24주차 | 봄봄봄                | 로이킴         | 6주 연속           |
| 25주차 | 봄봄봄                | 로이킴         | 6주 연속           |
| 26주차 | 가수가 된 이유        | 신용재         | 7주 연속           |
| 27주차 | 가수가 된 이유        | 신용재         | 7주 연속           |
| 28주차 | 가수가 된 이유        | 신용재         | 7주 연속           |
| 29주차 | 가수가 된 이유        | 신용재         | 7주 연속           |
| 30주차 | 가수가 된 이유        | 신용재         | 7주 연속           |
| 31주차 | 가수가 된 이유        | 신용재         | 7주 연속           |
| 32주차 | 가수가 된 이유        | 신용재         | 7주 연속           |
| 33주차 | 빠빠빠                | 크레용팝       | 7주 연속           |
| 34주차 | 빠빠빠                | 크레용팝       | 7주 연속           |
| 35주차 | 빠빠빠                | 크레용팝       | 7주 연속           |
| 36주차 | 빠빠빠                | 크레용팝       | 7주 연속           |
| 37주차 | 빠빠빠                | 크레용팝       | 7주 연속           |
| 38주차 | 빠빠빠                | 크레용팝       | 7주 연속           |
| 39주차 | 빠빠빠                | 크레용팝       | 7주 연속           |
| 40주차 | 그땐 미처 알지 못했지 | 이적           |                    |
| 41주차 | Touch Love            | 윤미래         | 2주 연속           |
| 42주차 | Touch Love            | 윤미래         | 2주 연속           |
| 43주차 | 소주 한잔             | 임창정         |                    |
| 44주차 | 살다가                | SG워너비       | 3주 연속           |
| 45주차 | 살다가                | SG워너비       | 3주 연속           |
| 46주차 | 살다가                | SG워너비       | 3주 연속           |
| 47주차 | 소주 한잔             | 임창정         | 5주 연속,통산 6주  |
| 48주차 | 소주 한잔             | 임창정         | 5주 연속,통산 6주  |
| 49주차 | 소주 한잔             | 임창정         | 5주 연속,통산 6주  |
| 50주차 | 소주 한잔             | 임창정         | 5주 연속,통산 6주  |
| 51주차 | 소주 한잔             | 임창정         | 5주 연속,통산 6주  |
| 52주차 | 결혼까지 생각했어     | 휘성           | 4주 연속           |

### 2014년
| 날짜   | 곡명                      | 아티스트     | 비고               |
| ------ | ------------------------- | ------------ | ------------------ |
| 1주차  | 결혼까지 생각했어         | 휘성         | 4주 연속           |
| 2주차  | 결혼까지 생각했어         | 휘성         | 4주 연속           |
| 3주차  | 결혼까지 생각했어         | 휘성         | 4주 연속           |
| 4주차  | 소주 한잔                 | 임창정       | 4주 연속,통산 10주 |
| 5주차  | 소주 한잔                 | 임창정       | 4주 연속,통산 10주 |
| 6주차  | 소주 한잔                 | 임창정       | 4주 연속,통산 10주 |
| 7주차  | 소주 한잔                 | 임창정       | 4주 연속,통산 10주 |
| 8주차  | Let It Go                 | Idina Menzel | 3주 연속           |
| 9주차  | Let It Go                 | Idina Menzel | 3주 연속           |
| 10주차 | Let It Go                 | Idina Menzel | 3주 연속           |
| 11주차 | 썸 (Feat. 릴보이 Of 긱스) | 소유, 정기고 | 5주 연속           |
| 12주차 | 썸 (Feat. 릴보이 Of 긱스) | 소유, 정기고 | 5주 연속           |
| 13주차 | 썸 (Feat. 릴보이 Of 긱스) | 소유, 정기고 | 5주 연속           |
| 14주차 | 썸 (Feat. 릴보이 Of 긱스) | 소유, 정기고 | 5주 연속           |
| 15주차 | 썸 (Feat. 릴보이 Of 긱스) | 소유, 정기고 | 5주 연속           |
| 16주차 | 그런 남자                 | 브로         | 4주 연속           |
| 17주차 | 그런 남자                 | 브로         | 4주 연속           |
| 18주차 | 그런 남자                 | 브로         | 4주 연속           |
| 19주차 | 그런 남자                 | 브로         | 4주 연속           |
| 20주차 | 야생화                    | 박효신       | 8주 연속           |
| 21주차 | 야생화                    | 박효신       | 8주 연속           |
| 22주차 | 야생화                    | 박효신       | 8주 연속           |
| 23주차 | 야생화                    | 박효신       | 8주 연속           |
| 24주차 | 야생화                    | 박효신       | 8주 연속           |
| 25주차 | 야생화                    | 박효신       | 8주 연속           |
| 26주차 | 야생화                    | 박효신       | 8주 연속           |
| 27주차 | 야생화                    | 박효신       | 8주 연속           |
| 28주차 | 눈, 코, 입                | 태양         | 11주 연속          |
| 29주차 | 눈, 코, 입                | 태양         | 11주 연속          |
| 30주차 | 눈, 코, 입                | 태양         | 11주 연속          |
| 31주차 | 눈, 코, 입                | 태양         | 11주 연속          |
| 32주차 | 눈, 코, 입                | 태양         | 11주 연속          |
| 33주차 | 눈, 코, 입                | 태양         | 11주 연속          |
| 34주차 | 눈, 코, 입                | 태양         | 11주 연속          |
| 35주차 | 눈, 코, 입                | 태양         | 11주 연속          |
| 36주차 | 눈, 코, 입                | 태양         | 11주 연속          |
| 37주차 | 눈, 코, 입                | 태양         | 11주 연속          |
| 38주차 | 눈, 코, 입                | 태양         | 11주 연속          |
| 39주차 | 신촌을 못가               | 포스트맨     | 15주 연속          |
| 40주차 | 신촌을 못가               | 포스트맨     | 15주 연속          |
| 41주차 | 신촌을 못가               | 포스트맨     | 15주 연속          |
| 42주차 | 신촌을 못가               | 포스트맨     | 15주 연속          |
| 43주차 | 신촌을 못가               | 포스트맨     | 15주 연속          |
| 44주차 | 신촌을 못가               | 포스트맨     | 15주 연속          |
| 45주차 | 신촌을 못가               | 포스트맨     | 15주 연속          |
| 46주차 | 신촌을 못가               | 포스트맨     | 15주 연속          |
| 47주차 | 신촌을 못가               | 포스트맨     | 15주 연속          |
| 48주차 | 신촌을 못가               | 포스트맨     | 15주 연속          |
| 49주차 | 신촌을 못가               | 포스트맨     | 15주 연속          |
| 50주차 | 신촌을 못가               | 포스트맨     | 15주 연속          |
| 51주차 | 신촌을 못가               | 포스트맨     | 15주 연속          |
| 52주차 | 신촌을 못가               | 포스트맨     | 15주 연속          |

### 2015년
| 날짜   | 곡                        | 아티스트   | 비고               |
| ------ | ------------------------- | ---------- | ------------------ |
| 1주차  | 신촌을 못가               | 포스트맨   | 15주 연속          |
| 2주차  | 사랑에 빠지고 싶다        | 김조한     | 2주 연속           |
| 3주차  | 사랑에 빠지고 싶다        | 김조한     | 2주 연속           |
| 4주차  | 잘못된 만남               | 김건모     |                    |
| 5주차  | Tears                     | 소찬휘     | 11주 연속          |
| 6주차  | Tears                     | 소찬휘     | 11주 연속          |
| 7주차  | Tears                     | 소찬휘     | 11주 연속          |
| 8주차  | Tears                     | 소찬휘     | 11주 연속          |
| 9주차  | Tears                     | 소찬휘     | 11주 연속          |
| 10주차 | Tears                     | 소찬휘     | 11주 연속          |
| 11주차 | Tears                     | 소찬휘     | 11주 연속          |
| 12주차 | Tears                     | 소찬휘     | 11주 연속          |
| 13주차 | Tears                     | 소찬휘     | 11주 연속          |
| 14주차 | Tears                     | 소찬휘     | 11주 연속          |
| 15주차 | Tears                     | 소찬휘     | 11주 연속          |
| 16주차 | 야생화                    | 박효신     | 2주 연속,통산 10주 |
| 17주차 | 야생화                    | 박효신     | 2주 연속,통산 10주 |
| 18주차 | 응급실                    | 이지       | 2주 연속           |
| 19주차 | 응급실                    | 이지       | 2주 연속           |
| 20주차 | Tears                     | 소찬휘     | 통산 12주          |
| 21주차 | 응급실                    | izi        | 통산 3주           |
| 22주차 | 바람기억                  | 나얼       | 2주 연속           |
| 23주차 | 바람기억                  | 나얼       | 2주 연속           |
| 24주차 | 만약에 말야 (전우성 Solo) | 노을       | 2주 연속           |
| 25주차 | 만약에 말야 (전우성 Solo) | 노을       | 2주 연속           |
| 26주차 | 그 남잔 말야              | 엠씨더맥스 | 6주 연속           |
| 27주차 | 그 남잔 말야              | 엠씨더맥스 | 6주 연속           |
| 28주차 | 그 남잔 말야              | 엠씨더맥스 | 6주 연속           |
| 29주차 | 그 남잔 말야              | 엠씨더맥스 | 6주 연속           |
| 30주차 | 그 남잔 말야              | 엠씨더맥스 | 6주 연속           |
| 31주차 | 그 남잔 말야              | 엠씨더맥스 | 6주 연속           |
| 32주차 | 위잉위잉                  | 혁오       | 9주 연속           |
| 33주차 | 위잉위잉                  | 혁오       | 9주 연속           |
| 34주차 | 위잉위잉                  | 혁오       | 9주 연속           |
| 35주차 | 위잉위잉                  | 혁오       | 9주 연속           |
| 36주차 | 위잉위잉                  | 혁오       | 9주 연속           |
| 37주차 | 위잉위잉                  | 혁오       | 9주 연속           |
| 38주차 | 위잉위잉                  | 혁오       | 9주 연속           |
| 39주차 | 위잉위잉                  | 혁오       | 9주 연속           |
| 40주차 | 위잉위잉                  | 혁오       | 9주 연속           |
| 41주차 | 소주 한잔                 | 임창정     | 통산 11주          |
| 42주차 | 또 다시 사랑              | 임창정     | 11주 연속          |
| 43주차 | 또 다시 사랑              | 임창정     | 11주 연속          |
| 44주차 | 또 다시 사랑              | 임창정     | 11주 연속          |
| 45주차 | 또 다시 사랑              | 임창정     | 11주 연속          |
| 46주차 | 또 다시 사랑              | 임창정     | 11주 연속          |
| 47주차 | 또 다시 사랑              | 임창정     | 11주 연속          |
| 48주차 | 또 다시 사랑              | 임창정     | 11주 연속          |
| 49주차 | 또 다시 사랑              | 임창정     | 11주 연속          |
| 50주차 | 또 다시 사랑              | 임창정     | 11주 연속          |
| 51주차 | 또 다시 사랑              | 임창정     | 11주 연속          |
| 52주차 | 또 다시 사랑              | 임창정     | 11주 연속          |
| 53주차 | 소녀                      | 오혁       | 3주 연속           |

### 2016년
| 날짜   | 곡                            | 아티스트   | 비고      |
| ------ | ----------------------------- | ---------- | --------- |
| 1주차  | 소녀                          | 오혁       | 3주 연속  |
| 2주차  | 소녀                          | 오혁       | 3주 연속  |
| 3주차  | 걱정 말아요 그대              | 이적       | 8주 연속  |
| 4주차  | 걱정 말아요 그대              | 이적       | 8주 연속  |
| 5주차  | 걱정 말아요 그대              | 이적       | 8주 연속  |
| 6주차  | 걱정 말아요 그대              | 이적       | 8주 연속  |
| 7주차  | 걱정 말아요 그대              | 이적       | 8주 연속  |
| 8주차  | 걱정 말아요 그대              | 이적       | 8주 연속  |
| 9주차  | 걱정 말아요 그대              | 이적       | 8주 연속  |
| 10주차 | 걱정 말아요 그대              | 이적       | 8주 연속  |
| 11주차 | 어디에도                      | 엠씨더맥스 | 25주 연속 |
| 12주차 | 어디에도                      | 엠씨더맥스 | 25주 연속 |
| 13주차 | 어디에도                      | 엠씨더맥스 | 25주 연속 |
| 14주차 | 어디에도                      | 엠씨더맥스 | 25주 연속 |
| 15주차 | 어디에도                      | 엠씨더맥스 | 25주 연속 |
| 16주차 | 어디에도                      | 엠씨더맥스 | 25주 연속 |
| 17주차 | 어디에도                      | 엠씨더맥스 | 25주 연속 |
| 18주차 | 어디에도                      | 엠씨더맥스 | 25주 연속 |
| 19주차 | 어디에도                      | 엠씨더맥스 | 25주 연속 |
| 20주차 | 어디에도                      | 엠씨더맥스 | 25주 연속 |
| 21주차 | 어디에도                      | 엠씨더맥스 | 25주 연속 |
| 22주차 | 어디에도                      | 엠씨더맥스 | 25주 연속 |
| 23주차 | 어디에도                      | 엠씨더맥스 | 25주 연속 |
| 24주차 | 어디에도                      | 엠씨더맥스 | 25주 연속 |
| 25주차 | 어디에도                      | 엠씨더맥스 | 25주 연속 |
| 26주차 | 어디에도                      | 엠씨더맥스 | 25주 연속 |
| 27주차 | 어디에도                      | 엠씨더맥스 | 25주 연속 |
| 28주차 | 어디에도                      | 엠씨더맥스 | 25주 연속 |
| 29주차 | 어디에도                      | 엠씨더맥스 | 25주 연속 |
| 30주차 | 어디에도                      | 엠씨더맥스 | 25주 연속 |
| 31주차 | 어디에도                      | 엠씨더맥스 | 25주 연속 |
| 32주차 | 어디에도                      | 엠씨더맥스 | 25주 연속 |
| 33주차 | 어디에도                      | 엠씨더맥스 | 25주 연속 |
| 34주차 | 어디에도                      | 엠씨더맥스 | 25주 연속 |
| 35주차 | 어디에도                      | 엠씨더맥스 | 25주 연속 |
| 36주차 | 이 소설의 끝을 다시 써보려 해 | 한동근     | 3주 연속  |
| 37주차 | 이 소설의 끝을 다시 써보려 해 | 한동근     | 3주 연속  |
| 38주차 | 이 소설의 끝을 다시 써보려 해 | 한동근     | 3주 연속  |
| 39주차 | 내가 저지른 사랑              | 임창정     | 7주 연속  |
| 40주차 | 내가 저지른 사랑              | 임창정     | 7주 연속  |
| 41주차 | 내가 저지른 사랑              | 임창정     | 7주 연속  |
| 42주차 | 내가 저지른 사랑              | 임창정     | 7주 연속  |
| 43주차 | 내가 저지른 사랑              | 임창정     | 7주 연속  |
| 44주차 | 내가 저지른 사랑              | 임창정     | 7주 연속  |
| 45주차 | 내가 저지른 사랑              | 임창정     | 7주 연속  |
| 46주차 | 그대라는 사치                 | 한동근     | 13주 연속 |
| 47주차 | 그대라는 사치                 | 한동근     | 13주 연속 |
| 48주차 | 그대라는 사치                 | 한동근     | 13주 연속 |
| 49주차 | 그대라는 사치                 | 한동근     | 13주 연속 |
| 50주차 | 그대라는 사치                 | 한동근     | 13주 연속 |
| 51주차 | 그대라는 사치                 | 한동근     | 13주 연속 |
| 52주차 | 그대라는 사치                 | 한동근     | 13주 연속 |
| 53주차 | 그대라는 사치                 | 한동근     | 13주 연속 |

### 2017년
| 날짜   | 곡                            | 아티스트       | 비고                |
| ------ | ----------------------------- | -------------- | ------------------- |
| 1주차  | 그대라는 사치                 | 한동근         | 13주 연속           |
| 2주차  | 그대라는 사치                 | 한동근         | 13주 연속           |
| 3주차  | 그대라는 사치                 | 한동근         | 13주 연속           |
| 4주차  | 그대라는 사치                 | 한동근         | 13주 연속           |
| 5주차  | 그대라는 사치                 | 한동근         | 13주 연속           |
| 6주차  | 첫눈처럼 너에게 가겠다        | 에일리         | 9주 연속            |
| 7주차  | 첫눈처럼 너에게 가겠다        | 에일리         | 9주 연속            |
| 8주차  | 첫눈처럼 너에게 가겠다        | 에일리         | 9주 연속            |
| 9주차  | 첫눈처럼 너에게 가겠다        | 에일리         | 9주 연속            |
| 10주차 | 첫눈처럼 너에게 가겠다        | 에일리         | 9주 연속            |
| 11주차 | 첫눈처럼 너에게 가겠다        | 에일리         | 9주 연속            |
| 12주차 | 첫눈처럼 너에게 가겠다        | 에일리         | 9주 연속            |
| 13주차 | 첫눈처럼 너에게 가겠다        | 에일리         | 9주 연속            |
| 14주차 | 첫눈처럼 너에게 가겠다        | 에일리         | 9주 연속            |
| 15주차 | Marry Me                      | 마크툽, 구윤회 | 9주 연속            |
| 16주차 | Marry Me                      | 마크툽, 구윤회 | 9주 연속            |
| 17주차 | Marry Me                      | 마크툽, 구윤회 | 9주 연속            |
| 18주차 | Marry Me                      | 마크툽, 구윤회 | 9주 연속            |
| 19주차 | Marry Me                      | 마크툽, 구윤회 | 9주 연속            |
| 20주차 | Marry Me                      | 마크툽, 구윤회 | 9주 연속            |
| 21주차 | Marry Me                      | 마크툽, 구윤회 | 9주 연속            |
| 22주차 | Marry Me                      | 마크툽, 구윤회 | 9주 연속            |
| 23주차 | Marry Me                      | 마크툽, 구윤회 | 9주 연속            |
| 24주차 | 사랑앓이                      | FTISLAND       | 2주 연속            |
| 25주차 | 사랑앓이                      | FTISLAND       | 2주 연속            |
| 26주차 | Marry Me                      | 마크툽, 구윤회 | 3주 연속, 통산 12주 |
| 27주차 | Marry Me                      | 마크툽, 구윤회 | 3주 연속, 통산 12주 |
| 28주차 | Marry Me                      | 마크툽, 구윤회 | 3주 연속, 통산 12주 |
| 29주차 | 매일 듣는 노래 (A Daily Song) | 황치열         | 5주 연속            |
| 30주차 | 매일 듣는 노래 (A Daily Song) | 황치열         | 5주 연속            |
| 31주차 | 매일 듣는 노래 (A Daily Song) | 황치열         | 5주 연속            |
| 32주차 | 매일 듣는 노래 (A Daily Song) | 황치열         | 5주 연속            |
| 33주차 | 매일 듣는 노래 (A Daily Song) | 황치열         | 5주 연속            |
| 34주차 | 좋니                          | 윤종신         | 19주 연속           |
| 35주차 | 좋니                          | 윤종신         | 19주 연속           |
| 36주차 | 좋니                          | 윤종신         | 19주 연속           |
| 37주차 | 좋니                          | 윤종신         | 19주 연속           |
| 38주차 | 좋니                          | 윤종신         | 19주 연속           |
| 39주차 | 좋니                          | 윤종신         | 19주 연속           |
| 40주차 | 좋니                          | 윤종신         | 19주 연속           |
| 41주차 | 좋니                          | 윤종신         | 19주 연속           |
| 42주차 | 좋니                          | 윤종신         | 19주 연속           |
| 43주차 | 좋니                          | 윤종신         | 19주 연속           |
| 44주차 | 좋니                          | 윤종신         | 19주 연속           |
| 45주차 | 좋니                          | 윤종신         | 19주 연속           |
| 46주차 | 좋니                          | 윤종신         | 19주 연속           |
| 47주차 | 좋니                          | 윤종신         | 19주 연속           |
| 48주차 | 좋니                          | 윤종신         | 19주 연속           |
| 49주차 | 좋니                          | 윤종신         | 19주 연속           |
| 50주차 | 좋니                          | 윤종신         | 19주 연속           |
| 51주차 | 좋니                          | 윤종신         | 19주 연속           |
| 52주차 | 좋니                          | 윤종신         | 19주 연속           |

### 2018년
| 날짜   | 곡명                                    | 아티스트          | 비고      |
| ------ | --------------------------------------- | ----------------- | --------- |
| 1주차  | 좋니                                    | 윤종신            | 22주 연속 |
| 2주차  | 좋니                                    | 윤종신            | 22주 연속 |
| 3주차  | 좋니                                    | 윤종신            | 22주 연속 |
| 4주차  | 그날처럼                                | 장덕철            | 14주 연속 |
| 5주차  | 그날처럼                                | 장덕철            | 14주 연속 |
| 6주차  | 그날처럼                                | 장덕철            | 14주 연속 |
| 7주차  | 그날처럼                                | 장덕철            | 14주 연속 |
| 8주차  | 그날처럼                                | 장덕철            | 14주 연속 |
| 9주차  | 그날처럼                                | 장덕철            | 14주 연속 |
| 10주차 | 그날처럼                                | 장덕철            | 14주 연속 |
| 11주차 | 그날처럼                                | 장덕철            | 14주 연속 |
| 12주차 | 그날처럼                                | 장덕철            | 14주 연속 |
| 13주차 | 그날처럼                                | 장덕철            | 14주 연속 |
| 14주차 | 그날처럼                                | 장덕철            | 14주 연속 |
| 15주차 | 그날처럼                                | 장덕철            | 14주 연속 |
| 16주차 | 그날처럼                                | 장덕철            | 14주 연속 |
| 17주차 | 그날처럼                                | 장덕철            | 14주 연속 |
| 18주차 | My Way                                  | 이수              | 2주 연속  |
| 19주차 | My Way                                  | 이수              | 2주 연속  |
| 20주차 | 지나오다                                | 닐로              | 18주 연속 |
| 21주차 | 지나오다                                | 닐로              | 18주 연속 |
| 22주차 | 지나오다                                | 닐로              | 18주 연속 |
| 23주차 | 지나오다                                | 닐로              | 18주 연속 |
| 24주차 | 지나오다                                | 닐로              | 18주 연속 |
| 25주차 | 지나오다                                | 닐로              | 18주 연속 |
| 26주차 | 지나오다                                | 닐로              | 18주 연속 |
| 27주차 | 지나오다                                | 닐로              | 18주 연속 |
| 28주차 | 지나오다                                | 닐로              | 18주 연속 |
| 29주차 | 지나오다                                | 닐로              | 18주 연속 |
| 30주차 | 지나오다                                | 닐로              | 18주 연속 |
| 31주차 | 지나오다                                | 닐로              | 18주 연속 |
| 32주차 | 지나오다                                | 닐로              | 18주 연속 |
| 33주차 | 지나오다                                | 닐로              | 18주 연속 |
| 34주차 | 지나오다                                | 닐로              | 18주 연속 |
| 35주차 | 지나오다                                | 닐로              | 18주 연속 |
| 36주차 | 지나오다                                | 닐로              | 18주 연속 |
| 37주차 | 지나오다                                | 닐로              | 18주 연속 |
| 38주차 | 열애중                                  | 벤                | 3주 연속  |
| 39주차 | 열애중                                  | 벤                | 3주 연속  |
| 40주차 | 열애중                                  | 벤                | 3주 연속  |
| 41주차 | 하루도 그대를 사랑하지 않은 적이 없었다 | 임창정            | 3주 연속  |
| 42주차 | 하루도 그대를 사랑하지 않은 적이 없었다 | 임창정            | 3주 연속  |
| 43주차 | 하루도 그대를 사랑하지 않은 적이 없었다 | 임창정            | 3주 연속  |
| 44주차 | 가을 타나 봐                            | 바이브            | 3주 연속  |
| 45주차 | 가을 타나 봐                            | 바이브            | 3주 연속  |
| 46주차 | 가을 타나 봐                            | 바이브            | 3주 연속  |
| 47주차 | 너를 만나                               | 폴 킴             | 5주 연속  |
| 48주차 | 너를 만나                               | 폴 킴             | 5주 연속  |
| 49주차 | 너를 만나                               | 폴 킴             | 5주 연속  |
| 50주차 | 너를 만나                               | 폴 킴             | 5주 연속  |
| 51주차 | 너를 만나                               | 폴 킴             | 5주 연속  |
| 52주차 | 신용재                                  | 하은 (라코스테남) | 11주 연속 |

### 2019년
| 날짜   | 곡명                                | 아티스트          | 비고      |
| ------ | ----------------------------------- | ----------------- | --------- |
| 1주차  | 신용재                              | 하은 (라코스테남) | 11주 연속 |
| 2주차  | 신용재                              | 하은 (라코스테남) | 11주 연속 |
| 3주차  | 신용재                              | 하은 (라코스테남) | 11주 연속 |
| 4주차  | 신용재                              | 하은 (라코스테남) | 11주 연속 |
| 5주차  | 신용재                              | 하은 (라코스테남) | 11주 연속 |
| 6주차  | 신용재                              | 하은 (라코스테남) | 11주 연속 |
| 7주차  | 신용재                              | 하은 (라코스테남) | 11주 연속 |
| 8주차  | 신용재                              | 하은 (라코스테남) | 11주 연속 |
| 9주차  | 신용재                              | 하은 (라코스테남) | 11주 연속 |
| 10주차 | 신용재                              | 하은 (라코스테남) | 11주 연속 |
| 11주차 | 넘쳐흘러                            | M.C The Max       | 2주 연속  |
| 12주차 | 넘쳐흘러                            | M.C The Max       | 2주 연속  |
| 13주차 | 사계 (하루살이)                     | M.C The Max       | 5주 연속  |
| 14주차 | 사계 (하루살이)                     | M.C The Max       | 5주 연속  |
| 15주차 | 사계 (하루살이)                     | M.C The Max       | 5주 연속  |
| 16주차 | 사계 (하루살이)                     | M.C The Max       | 5주 연속  |
| 17주차 | 사계 (하루살이)                     | M.C The Max       | 5주 연속  |
| 18주차 | 노래방에서                          | 장범준            |           |
| 19주차 | 사계 (하루살이)                     | M.C The Max       | 통산 6주  |
| 20주차 | 사랑에 연습이 있었다면 (Prod. 2soo) | 임재현            | 11주 연속 |
| 21주차 | 사랑에 연습이 있었다면 (Prod. 2soo) | 임재현            | 11주 연속 |
| 22주차 | 사랑에 연습이 있었다면 (Prod. 2soo) | 임재현            | 11주 연속 |
| 23주차 | 사랑에 연습이 있었다면 (Prod. 2soo) | 임재현            | 11주 연속 |
| 24주차 | 사랑에 연습이 있었다면 (Prod. 2soo) | 임재현            | 11주 연속 |
| 25주차 | 사랑에 연습이 있었다면 (Prod. 2soo) | 임재현            | 11주 연속 |
| 26주차 | 사랑에 연습이 있었다면 (Prod. 2soo) | 임재현            | 11주 연속 |
| 27주차 | 사랑에 연습이 있었다면 (Prod. 2soo) | 임재현            | 11주 연속 |
| 28주차 | 사랑에 연습이 있었다면 (Prod. 2soo) | 임재현            | 11주 연속 |
| 29주차 | 사랑에 연습이 있었다면 (Prod. 2soo) | 임재현            | 11주 연속 |
| 30주차 | 사랑에 연습이 있었다면 (Prod. 2soo) | 임재현            | 11주 연속 |
| 31주차 | 포장마차                            | 황인욱            | 12주 연속 |
| 32주차 | 포장마차                            | 황인욱            | 12주 연속 |
| 33주차 | 포장마차                            | 황인욱            | 12주 연속 |
| 34주차 | 포장마차                            | 황인욱            | 12주 연속 |
| 35주차 | 포장마차                            | 황인욱            | 12주 연속 |
| 36주차 | 포장마차                            | 황인욱            | 12주 연속 |
| 37주차 | 포장마차                            | 황인욱            | 12주 연속 |
| 38주차 | 포장마차                            | 황인욱            | 12주 연속 |
| 39주차 | 포장마차                            | 황인욱            | 12주 연속 |
| 40주차 | 포장마차                            | 황인욱            | 12주 연속 |
| 41주차 | 포장마차                            | 황인욱            | 12주 연속 |
| 42주차 | 포장마차                            | 황인욱            | 12주 연속 |
| 43주차 | 조금 취했어 (Prod. 2soo)            | 임재현            | 7주 연속  |
| 44주차 | 조금 취했어 (Prod. 2soo)            | 임재현            | 7주 연속  |
| 45주차 | 조금 취했어 (Prod. 2soo)            | 임재현            | 7주 연속  |
| 46주차 | 조금 취했어 (Prod. 2soo)            | 임재현            | 7주 연속  |
| 47주차 | 조금 취했어 (Prod. 2soo)            | 임재현            | 7주 연속  |
| 48주차 | 조금 취했어 (Prod. 2soo)            | 임재현            | 7주 연속  |
| 49주차 | 조금 취했어 (Prod. 2soo)            | 임재현            | 7주 연속  |
| 50주차 | 늦은 밤 너의 집 앞 골목길에서       | 노을              |           |
| 51주차 | 늦은 밤 너의 집 앞 골목길에서       | 노을              |           |
| 52주차 | 늦은 밤 너의 집 앞 골목길에서       | 노을              |           |

### 2020년
| 날짜   | 곡명                                | 아티스트    | 비고      |
| ------ | ----------------------------------- | ----------- | --------- |
| 1주차  | 늦은 밤 너의 집 앞 골목길에서       | 노을        | 13주 연속 |
| 2주차  | 늦은 밤 너의 집 앞 골목길에서       | 노을        | 13주 연속 |
| 3주차  | 늦은 밤 너의 집 앞 골목길에서       | 노을        | 13주 연속 |
| 4주차  | 늦은 밤 너의 집 앞 골목길에서       | 노을        | 13주 연속 |
| 5주차  | 늦은 밤 너의 집 앞 골목길에서       | 노을        | 13주 연속 |
| 6주차  | 늦은 밤 너의 집 앞 골목길에서       | 노을        | 13주 연속 |
| 7주차  | 늦은 밤 너의 집 앞 골목길에서       | 노을        | 13주 연속 |
| 8주차  | 늦은 밤 너의 집 앞 골목길에서       | 노을        | 13주 연속 |
| 9주차  | 늦은 밤 너의 집 앞 골목길에서       | 노을        | 13주 연속 |
| 10주차 | 늦은 밤 너의 집 앞 골목길에서       | 노을        | 13주 연속 |
| 11주차 | 반만                                | 진민호      | 6주 연속  |
| 12주차 | 반만                                | 진민호      | 6주 연속  |
| 13주차 | 반만                                | 진민호      | 6주 연속  |
| 14주차 | 반만                                | 진민호      | 6주 연속  |
| 15주차 | 반만                                | 진민호      | 6주 연속  |
| 16주차 | 반만                                | 진민호      | 6주 연속  |
| 17주차 | 아로하                              | 조정석      | 16주 연속 |
| 18주차 | 아로하                              | 조정석      | 16주 연속 |
| 19주차 | 아로하                              | 조정석      | 16주 연속 |
| 20주차 | 아로하                              | 조정석      | 16주 연속 |
| 21주차 | 아로하                              | 조정석      | 16주 연속 |
| 22주차 | 아로하                              | 조정석      | 16주 연속 |
| 23주차 | 아로하                              | 조정석      | 16주 연속 |
| 24주차 | 아로하                              | 조정석      | 16주 연속 |
| 25주차 | 아로하                              | 조정석      | 16주 연속 |
| 26주차 | 아로하                              | 조정석      | 16주 연속 |
| 27주차 | 아로하                              | 조정석      | 16주 연속 |
| 28주차 | 아로하                              | 조정석      | 16주 연속 |
| 29주차 | 아로하                              | 조정석      | 16주 연속 |
| 30주차 | 아로하                              | 조정석      | 16주 연속 |
| 31주차 | 아로하                              | 조정석      | 16주 연속 |
| 32주차 | 아로하                              | 조정석      | 16주 연속 |
| 33주차 | 오래된 노래                         | 스탠딩 에그 | 18주 연속 |
| 34주차 | 오래된 노래                         | 스탠딩 에그 | 18주 연속 |
| 35주차 | 오래된 노래                         | 스탠딩 에그 | 18주 연속 |
| 36주차 | 오래된 노래                         | 스탠딩 에그 | 18주 연속 |
| 37주차 | 오래된 노래                         | 스탠딩 에그 | 18주 연속 |
| 38주차 | 오래된 노래                         | 스탠딩 에그 | 18주 연속 |
| 39주차 | 오래된 노래                         | 스탠딩 에그 | 18주 연속 |
| 40주차 | 오래된 노래                         | 스탠딩 에그 | 18주 연속 |
| 41주차 | 오래된 노래                         | 스탠딩 에그 | 18주 연속 |
| 42주차 | 오래된 노래                         | 스탠딩 에그 | 18주 연속 |
| 43주차 | 오래된 노래                         | 스탠딩 에그 | 18주 연속 |
| 44주차 | 오래된 노래                         | 스탠딩 에그 | 18주 연속 |
| 45주차 | 오래된 노래                         | 스탠딩 에그 | 18주 연속 |
| 46주차 | 오래된 노래                         | 스탠딩 에그 | 18주 연속 |
| 47주차 | 오래된 노래                         | 스탠딩 에그 | 18주 연속 |
| 48주차 | 오래된 노래                         | 스탠딩 에그 | 18주 연속 |
| 49주차 | 오래된 노래                         | 스탠딩 에그 | 18주 연속 |
| 50주차 | 오래된 노래                         | 스탠딩 에그 | 18주 연속 |
| 51주차 | 힘든 건 사랑이 아니다               | 임창정      |           |
| 52주차 | 너의 번호를 누르고 (Prod. 영화처럼) | #안녕       |           |

### 2021년
| 날짜  | 곡명                                | 아티스트    | 비고                |
| ----- | ----------------------------------- | ----------- | ------------------- |
| 1주차 | 너의 번호를 누르고 (Prod. 영화처럼) | #안녕       | 4주 연속            |
| 2주차 | 너의 번호를 누르고 (Prod. 영화처럼) | #안녕       | 4주 연속            |
| 3주차 | 너의 번호를 누르고 (Prod. 영화처럼) | #안녕       | 4주 연속            |
| 4주차 | 오래된 노래                         | 스탠딩 에그 | 4주 연속, 통산 22주 |
| 5주차 | 오래된 노래                         | 스탠딩 에그 | 4주 연속, 통산 22주 |
| 6주차 | 오래된 노래                         | 스탠딩 에그 | 4주 연속, 통산 22주 |
| 7주차 | 오래된 노래                         | 스탠딩 에그 | 4주 연속, 통산 22주 |

## 월간 차트

### 2010년
| 날짜 | 곡명    | 아티스트 | 비고       |
| ---- | ------- | -------- | ---------- |
| 12월 | 좋은 날 | 아이유   | 4개월 연속 |

### 2011년
| 날짜 | 곡명                  | 아티스트             | 비고       |
| ---- | --------------------- | -------------------- | ---------- |
| 1월  | 좋은 날               | 아이유               | 4개월 연속 |
| 2월  | 좋은 날               | 아이유               | 4개월 연속 |
| 3월  | 좋은 날               | 아이유               | 4개월 연속 |
| 4월  | 제발                  | 김범수               |            |
| 5월  | 너를 위해             | 임재범               | 2개월 연속 |
| 6월  | 너를 위해             | 임재범               | 2개월 연속 |
| 7월  | 바람났어 (Feat. 박봄) | GG (박명수,G-DRAGON) | 2개월 연속 |
| 8월  | 바람났어 (Feat. 박봄) | GG (박명수,G-DRAGON) | 2개월 연속 |
| 9월  | 술이야                | 바이브               |            |
| 10월 | Hello                 | 허각                 | 2개월 연속 |
| 11월 | Hello                 | 허각                 | 2개월 연속 |
| 12월 | 서쪽 하늘             | 울랄라세션           |            |

### 2012년
| 날짜 | 곡명        | 아티스트       | 비고       |
| ---- | ----------- | -------------- | ---------- |
| 1월  | 너랑 나     | 아이유         | 2개월 연속 |
| 2월  | 너랑 나     | 아이유         | 2개월 연속 |
| 3월  | 지독하게    | FT아일랜드     |            |
| 4월  | 벚꽃 엔딩   | 버스커 버스커  | 3개월 연속 |
| 5월  | 벚꽃 엔딩   | 버스커 버스커  | 3개월 연속 |
| 6월  | 벚꽃 엔딩   | 버스커 버스커  | 3개월 연속 |
| 7월  | 아름다운 밤 | 울랄라세션     |            |
| 8월  | 강남스타일  | 싸이           | 3개월 연속 |
| 9월  | 강남스타일  | 싸이           | 3개월 연속 |
| 10월 | 강남스타일  | 싸이           | 3개월 연속 |
| 11월 | 먼지가 되어 | 로이킴, 정준영 | 4개월 연속 |
| 12월 | 먼지가 되어 | 로이킴, 정준영 | 4개월 연속 |

### 2013년
| 날짜 | 곡명           | 아티스트       | 비고       |
| ---- | -------------- | -------------- | ---------- |
| 1월  | 먼지가 되어    | 로이킴, 정준영 | 4개월 연속 |
| 2월  | 먼지가 되어    | 로이킴, 정준영 | 4개월 연속 |
| 3월  | 모노드라마     | 허각, 유승우   |            |
| 4월  | 벚꽃 엔딩      | 버스커 버스커  |            |
| 5월  | 봄봄봄         | 로이킴         | 2개월 연속 |
| 6월  | 봄봄봄         | 로이킴         | 2개월 연속 |
| 7월  | 가수가 된 이유 | 신용재         |            |
| 8월  | 빠빠빠         | 크레용팝       | 2개월 연속 |
| 9월  | 빠빠빠         | 크레용팝       | 2개월 연속 |
| 10월 | 소주 한 잔     | 임창정         | 4개월 연속 |
| 11월 | 소주 한 잔     | 임창정         | 4개월 연속 |
| 12월 | 소주 한 잔     | 임창정         | 4개월 연속 |

### 2014년
| 날짜 | 곡                        | 아티스트     | 비고       |
| ---- | ------------------------- | ------------ | ---------- |
| 1월  | 소주 한 잔                | 임창정       | 4개월 연속 |
| 2월  | Let It Go                 | Idina Menzel |            |
| 3월  | 썸 (Feat. 릴보이 Of 긱스) | 소유, 정기고 |            |
| 4월  | 그런 남자                 | 브로         |            |
| 5월  | 야생화                    | 박효신       | 2개월 연속 |
| 6월  | 야생화                    | 박효신       | 2개월 연속 |
| 7월  | 눈, 코, 입                | 태양         | 2개월 연속 |
| 8월  | 눈, 코, 입                | 태양         | 2개월 연속 |
| 9월  | 신촌을 못가               | 포스트맨     | 4개월 연속 |
| 10월 | 신촌을 못가               | 포스트맨     | 4개월 연속 |
| 11월 | 신촌을 못가               | 포스트맨     | 4개월 연속 |
| 12월 | 신촌을 못가               | 포스트맨     | 4개월 연속 |

### 2015년
| 날짜 | 곡명                      | 아티스트   | 비고       |
| ---- | ------------------------- | ---------- | ---------- |
| 1월  | 사랑에 빠지고 싶다        | 김조한     |            |
| 2월  | Tears                     | 소찬휘     | 3개월 연속 |
| 3월  | Tears                     | 소찬휘     | 3개월 연속 |
| 4월  | Tears                     | 소찬휘     | 3개월 연속 |
| 5월  | 바람기억                  | 나얼       |            |
| 6월  | 만약에 말야 (전우성 Solo) | 노을       |            |
| 7월  | 그 남잔 말야              | 엠씨더맥스 |            |
| 8월  | 위잉위잉                  | 혁오       | 2개월 연속 |
| 9월  | 위잉위잉                  | 혁오       | 2개월 연속 |
| 10월 | 또 다시 사랑              | 임창정     | 2개월 연속 |
| 11월 | 또 다시 사랑              | 임창정     | 2개월 연속 |
| 12월 | 소녀                      | 오혁       |            |

### 2016년
| 날짜 | 곡명                          | 아티스트   | 비고       |
| ---- | ----------------------------- | ---------- | ---------- |
| 1월  | 걱정 말아요 그대              | 이적       | 2개월 연속 |
| 2월  | 걱정 말아요 그대              | 이적       | 2개월 연속 |
| 3월  | 어디에도                      | 엠씨더맥스 | 6개월 연속 |
| 4월  | 어디에도                      | 엠씨더맥스 | 6개월 연속 |
| 5월  | 어디에도                      | 엠씨더맥스 | 6개월 연속 |
| 6월  | 어디에도                      | 엠씨더맥스 | 6개월 연속 |
| 7월  | 어디에도                      | 엠씨더맥스 | 6개월 연속 |
| 8월  | 어디에도                      | 엠씨더맥스 | 6개월 연속 |
| 9월  | 이 소설의 끝을 다시 써보려 해 | 한동근     |            |
| 10월 | 내가 저지른 사랑              | 임창정     |            |
| 11월 | 그대라는 사치                 | 한동근     | 3개월 연속 |
| 12월 | 그대라는 사치                 | 한동근     | 3개월 연속 |

### 2017년
| 날짜 | 곡명                   | 아티스트       | 비고       |
| ---- | ---------------------- | -------------- | ---------- |
| 1월  | 그대라는 사치          | 한동근         | 3개월 연속 |
| 2월  | 첫눈처럼 너에게 가겠다 | 에일리         | 2개월 연속 |
| 3월  | 첫눈처럼 너에게 가겠다 | 에일리         | 2개월 연속 |
| 4월  | Marry Me               | 마크툽, 구윤회 | 4개월 연속 |
| 5월  | Marry Me               | 마크툽, 구윤회 | 4개월 연속 |
| 6월  | Marry Me               | 마크툽, 구윤회 | 4개월 연속 |
| 7월  | Marry Me               | 마크툽, 구윤회 | 4개월 연속 |
| 8월  | 좋니                   | 윤종신         | 5개월 연속 |
| 9월  | 좋니                   | 윤종신         | 5개월 연속 |
| 10월 | 좋니                   | 윤종신         | 5개월 연속 |
| 11월 | 좋니                   | 윤종신         | 5개월 연속 |
| 12월 | 좋니                   | 윤종신         | 5개월 연속 |

### 2018년
| 날짜 | 곡명                                    | 아티스트 | 비고       |
| ---- | --------------------------------------- | -------- | ---------- |
| 1월  | 좋니                                    | 윤종신   | 6개월 연속 |
| 2월  | 그날처럼                                | 장덕철   | 3개월 연속 |
| 3월  | 그날처럼                                | 장덕철   | 3개월 연속 |
| 4월  | 그날처럼                                | 장덕철   | 3개월 연속 |
| 5월  | My Way                                  | 이수     |            |
| 6월  | 지나오다                                | 닐로     | 3개월 연속 |
| 7월  | 지나오다                                | 닐로     | 3개월 연속 |
| 8월  | 지나오다                                | 닐로     | 3개월 연속 |
| 9월  | 열애중                                  | 벤       |            |
| 10월 | 하루도 그대를 사랑하지 않은 적이 없었다 | 임창정   |            |
| 11월 | 가을 타나 봐                            | 바이브   |            |
| 12월 | 너를 만나                               | 폴 킴    |            |

### 2019년
| 날짜 | 곡명                                | 아티스트          | 비고       |
| ---- | ----------------------------------- | ----------------- | ---------- |
| 1월  | 신용재                              | 하은 (라코스테남) | 2개월 연속 |
| 2월  | 신용재                              | 하은 (라코스테남) | 2개월 연속 |
| 3월  | 넘쳐흘러                            | M.C The Max       |            |
| 4월  | 사계 (하루살이)                     | M.C The Max       |            |
| 5월  | 사랑에 연습이 있었다면 (Prod. 2soo) | 임재현            | 3개월 연속 |
| 6월  | 사랑에 연습이 있었다면 (Prod. 2soo) | 임재현            | 3개월 연속 |
| 7월  | 사랑에 연습이 있었다면 (Prod. 2soo) | 임재현            | 3개월 연속 |
| 8월  | 포장마차                            | 황인욱            | 3개월 연속 |
| 9월  | 포장마차                            | 황인욱            | 3개월 연속 |
| 10월 | 포장마차                            | 황인욱            | 3개월 연속 |
| 11월 | 조금 취했어 (Prod. 2soo)            | 임재현            |            |
| 12월 | 늦은 밤 너의 집 앞 골목길에서       | 노을              |            |

### 2020년
| 날짜 | 곡명                          | 아티스트    | 비고       |
| ---- | ----------------------------- | ----------- | ---------- |
| 1월  | 늦은 밤 너의 집 앞 골목길에서 | 노을        | 3개월 연속 |
| 2월  | 늦은 밤 너의 집 앞 골목길에서 | 노을        | 3개월 연속 |
| 3월  | 반만                          | 진민호      | 2개월 연속 |
| 4월  | 반만                          | 진민호      | 2개월 연속 |
| 5월  | 아로하                        | 조정석      | 3개월 연속 |
| 6월  | 아로하                        | 조정석      | 3개월 연속 |
| 7월  | 아로하                        | 조정석      | 3개월 연속 |
| 8월  | 오래된 노래                   | 스탠딩 에그 | 4개월 연속 |
| 9월  | 오래된 노래                   | 스탠딩 에그 | 4개월 연속 |
| 10월 | 오래된 노래                   | 스탠딩 에그 | 4개월 연속 |
| 11월 | 오래된 노래                   | 스탠딩 에그 | 4개월 연속 |
| 12월 | 힘든 건 사랑이 아니다         | 임창정      |            |

### 2021년
| 날짜 | 곡명        | 아티스트    | 비고       |
| ---- | ----------- | ----------- | ---------- |
| 1월  | 오래된 노래 | 스탠딩 에그 | 통산 5개월 |